# Fisichella (apellido)
Fisichella es un apellido italiano, originalmente de Sicilia, actualmente presente en alrededor 130 municipios italianos.

## Etimología e historia
Fisichella es un apellido ocupacional, derivado del latín medieval physicus, médico.
Se originó en las cercanías de Catania durante la Edad Media, probablemente para indicar la hija de un médico.
Entre los siglos XIX y XX, el apellido se extendió a Lombardía y Lacio.